# Fußball-Europameisterschaft der Frauen 2017/Gruppe A
Dieser Artikel umfasst die Spiele der Vorrundengruppe A der Fußball-Europameisterschaft der Frauen 2017 mit allen statistischen Details.
| Pl. | Land        | Sp. | S | U | N | Tore    | Diff. | Punkte |
| --- | ----------- | --- | - | - | - | ------- | ----- | ------ |
| 1.  | Niederlande | 3   | 3 | 0 | 0 | 004:100 | +3    | 09     |
| 2.  | Dänemark    | 3   | 2 | 0 | 1 | 002:100 | +1    | 06     |
| 3.  | Belgien     | 3   | 1 | 0 | 2 | 003:300 | ±0    | 03     |
| 4.  | Norwegen    | 3   | 0 | 0 | 3 | 000:400 | −4    | 0      |

## Niederlande – Norwegen 1:0 (0:0)
| Niederlande                                            | Niederlande | Norwegen | Norwegen | Aufstellung                            |
| ------------------------------------------------------ | --- | --- | -------- | -------------------------------------- |
| Niederlande                                            | \| 16. Juli 2017, 18 Uhr in Utrecht (Stadion Galgenwaard) \| \| Zuschauer: 21.732 \| \| Schiedsrichterin: Stéphanie Frappart ( Frankreich) \| \| Spielbericht \| | \| 16. Juli 2017, 18 Uhr in Utrecht (Stadion Galgenwaard) \| \| Zuschauer: 21.732 \| \| Schiedsrichterin: Stéphanie Frappart ( Frankreich) \| \| Spielbericht \| | Norwegen | Aufstellung Niederlande gegen Norwegen |
| Niederlande                                            | Sari van Veenendaal – Desiree van Lunteren, Anouk Dekker, Mandy van den Berg (79. Stefanie van der Gragt), Kika van Es – Jackie Groenen, Daniëlle van de Donk (90.+1′ Jill Roord), Sherida Spitse – Shanice van de Sanden (76. Lineth Beerensteyn), Vivianne Miedema, Lieke Martens Cheftrainer: Sarina Wiegman | Ingrid Hjelmseth – Ingrid Moe Wold, Maren Mjelde , Nora Holstad Berge, Elise Thorsnes – Ingrid Schjelderup (75. Guro Reiten), Maria Thorisdottir, Frida Maanum (57. Ingvild Isaksen) – Caroline Graham Hansen – Ada Hegerberg, Kristine Minde (66. Emilie Haavi) Cheftrainer: Martin Sjögren ( Schweden) | Norwegen | Aufstellung Niederlande gegen Norwegen |
| Niederlande                                            | 1:0 Shanice van de Sanden (66.) | | Norwegen | Aufstellung Niederlande gegen Norwegen |
| Niederlande                                            | Groenen (90.+1′) | Hegerberg (9.) | Norwegen | Aufstellung Niederlande gegen Norwegen |
| Niederlande                                            | Spieler des Spiels: Lieke Martens (Niederlande) | | Norwegen | Aufstellung Niederlande gegen Norwegen |
| 16. Juli 2017, 18 Uhr in Utrecht (Stadion Galgenwaard) | | |          |                                        |
| Zuschauer: 21.732                                      | | |          |                                        |
| Schiedsrichterin: Stéphanie Frappart ( Frankreich)     | | |          |                                        |
| Spielbericht                                           | | |          |                                        |

## Dänemark – Belgien 1:0 (1:0)
| Dänemark                                                       | Dänemark | Belgien | Belgien | Aufstellung                        |
| -------------------------------------------------------------- | --- | --- | ------- | ---------------------------------- |
| Dänemark                                                       | \| 16. Juli 2017, 20:45 Uhr in Doetinchem (Stadion De Vijverberg) \| \| Zuschauer: 5.054 \| \| Schiedsrichterin: Kateryna Monsul ( Ukraine) \| \| Spielbericht \| | \| 16. Juli 2017, 20:45 Uhr in Doetinchem (Stadion De Vijverberg) \| \| Zuschauer: 5.054 \| \| Schiedsrichterin: Kateryna Monsul ( Ukraine) \| \| Spielbericht \| | Belgien | Aufstellung Dänemark gegen Belgien |
| Dänemark                                                       | Stina Lykke Petersen – Simone Boye Sørensen, Janni Arnth Jensen, Line Røddik Hansen – Sanne Troelsgaard Nielsen, Line Sigvardsen Jensen – Theresa Nielsen, Pernille Harder , Katrine Veje – Stine Larsen (59. Maja Kildemoes), Nadia Nadim (70. Frederikke Thøgersen) Cheftrainer: Nils Nielsen | Justien Odeurs – Maud Coutereels, Aline Zeler , Heleen Jaques, Davina Philtjens (86. Yana Daniels) – Julie Biesmans (82. Jana Coryn), Tine De Caigny, Lenie Onzia, Elke Van Gorp (62. Davinia Vanmechelen) – Tessa Wullaert, Janice Cayman Cheftrainer: Ives Serneels | Belgien | Aufstellung Dänemark gegen Belgien |
| Dänemark                                                       | 1:0 Sanne Troelsgaard Nielsen (6.) | | Belgien | Aufstellung Dänemark gegen Belgien |
| Dänemark                                                       | Nadim (51.), Hansen (65.), Nielsen (86.), Kildemoes (89.) | Philtjens (83.) | Belgien | Aufstellung Dänemark gegen Belgien |
| Dänemark                                                       | Spieler des Spiels: Sanne Troelsgaard Nielsen (Dänemark) | | Belgien | Aufstellung Dänemark gegen Belgien |
| 16. Juli 2017, 20:45 Uhr in Doetinchem (Stadion De Vijverberg) | | |         |                                    |
| Zuschauer: 5.054                                               | | |         |                                    |
| Schiedsrichterin: Kateryna Monsul ( Ukraine)                   | | |         |                                    |
| Spielbericht                                                   | | |         |                                    |

## Norwegen – Belgien 0:2 (0:0)
| Norwegen                                             | Norwegen | Belgien | Belgien | Aufstellung                        |
| ---------------------------------------------------- | --- | --- | ------- | ---------------------------------- |
| Norwegen                                             | \| 20. Juli 2017, 18 Uhr in Breda (Rat-Verlegh-Stadion) \| \| Zuschauer: 8.477 \| \| Schiedsrichterin: Monika Mularczyk ( Polen) \| \| Spielbericht \| | \| 20. Juli 2017, 18 Uhr in Breda (Rat-Verlegh-Stadion) \| \| Zuschauer: 8.477 \| \| Schiedsrichterin: Monika Mularczyk ( Polen) \| \| Spielbericht \| | Belgien | Aufstellung Norwegen gegen Belgien |
| Norwegen                                             | Ingrid Hjelmseth – Ingrid Wold (46. Anja Sønstevold), Nora Holstad Berge, Ingrid Marie Spord, Elise Thorsnes (75. Emilie Haavi) – Ingrid Schjelderup (79. Lisa-Marie Utland), Maren Mjelde Andrine Hegerberg – Ada Hegerberg, Caroline Graham Hansen, Kristine Minde Cheftrainer: Martin Sjögren ( Schweden) | Justien Odeurs – Laura Deloose, Aline Zeler , Heleen Jaques, Maud Coutereels – Elke Van Gorp (88. Yana Daniels), Lenie Onzia, Tine De Caigny, Davina Philtjens (76. Jana Coryn) – Janice Cayman (90.+5′ Julie Biesmans), Tessa Wullaert Cheftrainer: Ives Serneels | Belgien | Aufstellung Norwegen gegen Belgien |
| Norwegen                                             | 0:1 Elke Van Gorp (59.) 0:2 Janice Cayman (67.) | | Belgien | Aufstellung Norwegen gegen Belgien |
| Norwegen                                             | Sønstevold (90.) | Zeler (23.), Jaques (48.) | Belgien | Aufstellung Norwegen gegen Belgien |
| Norwegen                                             | Spieler des Spiels: Tessa Wullaert (Belgien) | | Belgien | Aufstellung Norwegen gegen Belgien |
| 20. Juli 2017, 18 Uhr in Breda (Rat-Verlegh-Stadion) | | |         |                                    |
| Zuschauer: 8.477                                     | | |         |                                    |
| Schiedsrichterin: Monika Mularczyk ( Polen)          | | |         |                                    |
| Spielbericht                                         | | |         |                                    |

## Niederlande – Dänemark 1:0 (1:0)
| Niederlande                                                        | Niederlande | Dänemark | Dänemark | Aufstellung                            |
| ------------------------------------------------------------------ | --- | --- | -------- | -------------------------------------- |
| Niederlande                                                        | \| 20. Juli 2017, 20:45 Uhr in Rotterdam (Sparta Stadion Het Kasteel) \| \| Zuschauer: 10.599 \| \| Schiedsrichterin: Riem Hussein ( Deutschland) \| \| Spielbericht \| | \| 20. Juli 2017, 20:45 Uhr in Rotterdam (Sparta Stadion Het Kasteel) \| \| Zuschauer: 10.599 \| \| Schiedsrichterin: Riem Hussein ( Deutschland) \| \| Spielbericht \|                                                                                             | Dänemark | Aufstellung Niederlande gegen Dänemark |
| Niederlande                                                        | Sari van Veenendaal – Desiree van Lunteren, Anouk Dekker, Mandy van den Berg (54. Stefanie van der Gragt), Kika van Es – Jackie Groenen, Daniëlle van de Donk, Sherida Spitse – Shanice van de Sanden (88. Lineth Beerensteyn), Vivianne Miedema, Lieke Martens (78. Renate Jansen) Cheftrainer: Sarina Wiegman | Stina Lykke Petersen – Theresa Nielsen, Simone Boye Sørensen, Mie Jans, Cecilie Sandvej – Sanne Troelsgaard Nielsen, Line Jensen, Nanna Christiansen (64. Maja Kildemoes), Katrine Veje (69. Stine Larsen) – Nadia Nadim, Pernille Harder Cheftrainer: Nils Nielsen | Dänemark | Aufstellung Niederlande gegen Dänemark |
| Niederlande                                                        | 1:0 Sherida Spitse (20., Foulelfmeter) | | Dänemark | Aufstellung Niederlande gegen Dänemark |
| Niederlande                                                        | Troelsgaard Nielsen (49.), Kildemoes (77.), Boye Sørensen (82.) | | Dänemark | Aufstellung Niederlande gegen Dänemark |
| Niederlande                                                        | Spieler des Spiels: Sari van Veenendaal (Niederlande) | | Dänemark | Aufstellung Niederlande gegen Dänemark |
| 20. Juli 2017, 20:45 Uhr in Rotterdam (Sparta Stadion Het Kasteel) | | |          |                                        |
| Zuschauer: 10.599                                                  | | |          |                                        |
| Schiedsrichterin: Riem Hussein ( Deutschland)                      | | |          |                                        |
| Spielbericht                                                       | | |          |                                        |

## Belgien – Niederlande 1:2 (0:1)
| Belgien                                                         | Belgien | Niederlande | Niederlande | Aufstellung                           |
| --------------------------------------------------------------- | --- | --- | ----------- | ------------------------------------- |
| Belgien                                                         | \| 24. Juli 2017, 20:45 Uhr in Tilburg (König-Wilhelm-II.-Stadion) \| \| Zuschauer: 12.697 \| \| Schiedsrichterin: Bibiana Steinhaus ( Deutschland) \| \| Spielbericht \|                                                                                            | \| 24. Juli 2017, 20:45 Uhr in Tilburg (König-Wilhelm-II.-Stadion) \| \| Zuschauer: 12.697 \| \| Schiedsrichterin: Bibiana Steinhaus ( Deutschland) \| \| Spielbericht \| | Niederlande | Aufstellung Belgien gegen Niederlande |
| Belgien                                                         | Justien Odeurs – Laura Deloose, Aline Zeler , Heleen Jaques, Maud Coutereels (46. Davinia Vanmechelen) – Elke Van Gorp (57. Jana Coryn), Lenie Onzia (76. Yana Daniels), Tine De Caigny, Davina Philtjens – Janice Cayman, Tessa Wullaert Cheftrainer: Ives Serneels | Sari van Veenendaal – Liza van der Most, Anouk Dekker, Stefanie van der Gragt, Kika van Es – Jackie Groenen (80. Jill Roord), Daniëlle van de Donk (75. Kelly Zeeman), Sherida Spitse – Shanice van de Sanden, Vivianne Miedema (86. Vanity Lewerissa), Lieke Martens Cheftrainer: Sarina Wiegman | Niederlande | Aufstellung Belgien gegen Niederlande |
| Belgien                                                         | 1:1 Tessa Wullaert (59.) | 0:1 Sherida Spitse (27., Foulelfmeter) 1:2 Lieke Martens (74.) | Niederlande | Aufstellung Belgien gegen Niederlande |
| Belgien                                                         | Deloose (54.) | Dekker (32.), van de Donk (61.), Miedema (72.), van der Gragt (88.) | Niederlande | Aufstellung Belgien gegen Niederlande |
| Belgien                                                         | Spieler des Spiels: Lieke Martens (Niederlande) | | Niederlande | Aufstellung Belgien gegen Niederlande |
| 24. Juli 2017, 20:45 Uhr in Tilburg (König-Wilhelm-II.-Stadion) | | |             |                                       |
| Zuschauer: 12.697                                               | | |             |                                       |
| Schiedsrichterin: Bibiana Steinhaus ( Deutschland)              | | |             |                                       |
| Spielbericht                                                    | | |             |                                       |

## Norwegen – Dänemark 0:1 (0:1)
| Norwegen                                                        | Norwegen | Dänemark | Dänemark | Aufstellung                         |
| --------------------------------------------------------------- | --- | --- | -------- | ----------------------------------- |
| Norwegen                                                        | \| 24. Juli 2017, 20:45 Uhr in Deventer (Stadion De Adelaarshorst) \| \| Zuschauer: 5.885 \| \| Schiedsrichterin: Pernilla Larsson ( Schweden) \| \| Spielbericht \| | \| 24. Juli 2017, 20:45 Uhr in Deventer (Stadion De Adelaarshorst) \| \| Zuschauer: 5.885 \| \| Schiedsrichterin: Pernilla Larsson ( Schweden) \| \| Spielbericht \| | Dänemark | Aufstellung Norwegen gegen Dänemark |
| Norwegen                                                        | Ingrid Hjelmseth – Kristine Minde, Nora Holstad Berge, Maria Thorisdottir, Ingrid Moe Wold – Ingrid Schjelderup (56. Frida Maanum), Ingrid Marie Spord (79. Lisa-Marie Utland), Maren Mjelde – Caroline Graham Hansen, Ada Hegerberg, Guro Reiten Cheftrainer: Martin Sjögren ( Schweden) | Stina Lykke Petersen – Theresa Nielsen, Simone Boye Sørensen, Stine Larsen, Line Røddik Hansen – Frederikke Thøgersen (78. Nicoline Sørensen), Sanne Troelsgaard Nielsen, Line Sigvardsen Jensen, Katrine Veje (90.+2′ Nanna Christiansen) – Nadia Nadim (81. Cecilie Sandvej), Pernille Harder Cheftrainer: Nils Nielsen | Dänemark | Aufstellung Norwegen gegen Dänemark |
| Norwegen                                                        | 0:1 Katrine Veje (5.) | | Dänemark | Aufstellung Norwegen gegen Dänemark |
| Norwegen                                                        | Mjelde (90.+5′) | | Dänemark | Aufstellung Norwegen gegen Dänemark |
| Norwegen                                                        | Petersen hält einen Foulelfmeter von Hansen (44.) | | Dänemark | Aufstellung Norwegen gegen Dänemark |
| Norwegen                                                        | Spieler des Spiels: Pernille Harder (Dänemark) | | Dänemark | Aufstellung Norwegen gegen Dänemark |
| 24. Juli 2017, 20:45 Uhr in Deventer (Stadion De Adelaarshorst) | | |          |                                     |
| Zuschauer: 5.885                                                | | |          |                                     |
| Schiedsrichterin: Pernilla Larsson ( Schweden)                  | | |          |                                     |
| Spielbericht                                                    | | |          |                                     |